# Acadèmia militar
Una acadèmia militar és una institució educativa de caràcter militar. La seva definició exacta depèn del país. Hi ha tres tipus d'acadèmies militars: escola politècnica, universitària i aquella que serveix solament per a la preparació dels cadets que volen esdevenir oficials en les forces armades d'un Estat. La major part dels països tenen solament aquesta última, i en alguns països com Xile, aquestes acadèmies s'anomenen sovint escoles militars, ja que el terme acadèmia queda reservat generalment per altres institucions educatives.

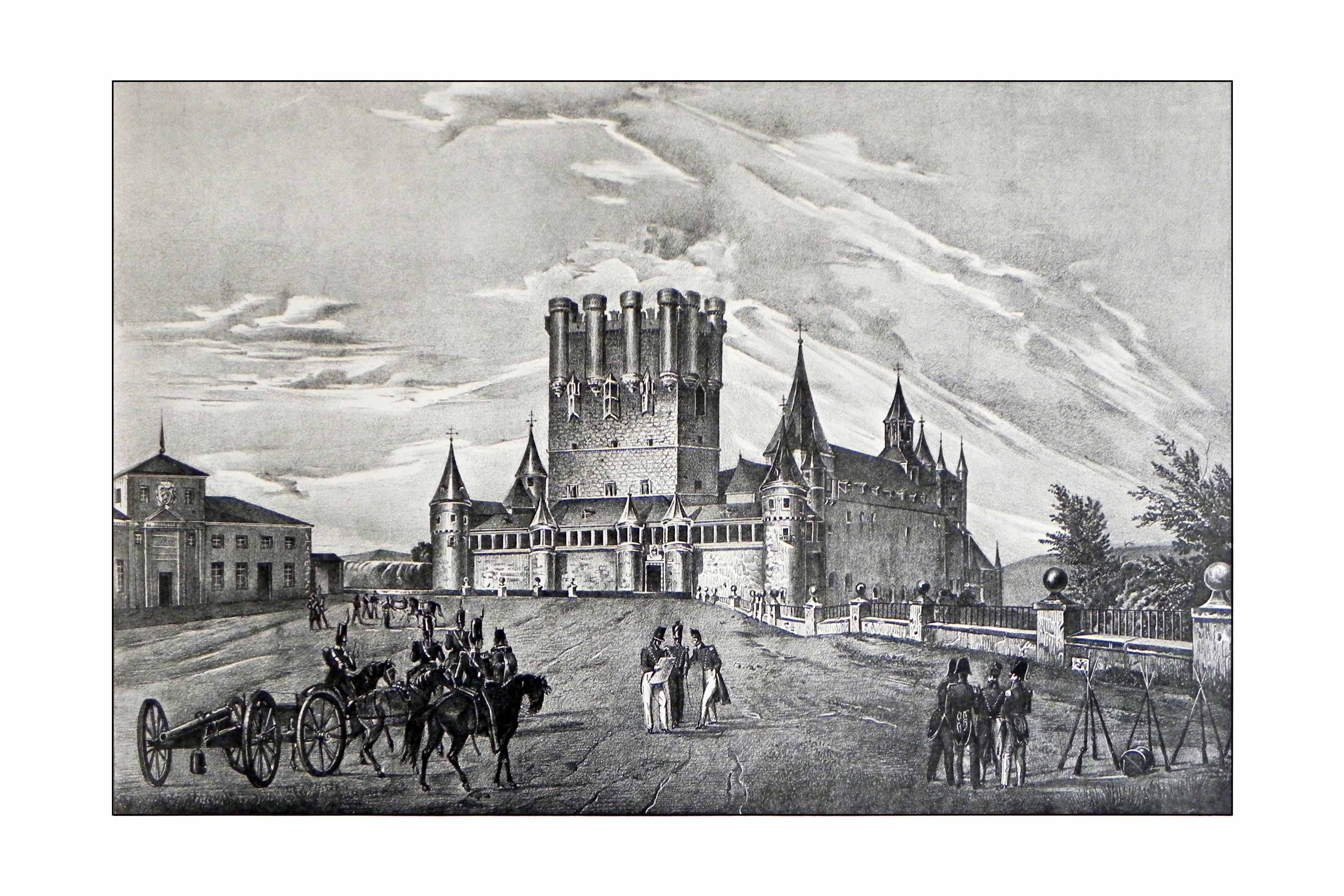
Alumnes del Real Col·legi d'Artilleria en les seves pràctiques en l'Alcàsser de Segòvia.

L'acadèmia militar més antiga del món en actiu, l'Acadèmia d'Artilleria de Segòvia (Espanya), va ser fundada com a Real Col·legi el 16 de maig de 1764, en el regnat del rei Carles III d'Espanya. Aquesta acadèmia ha estat formant als oficials i sotsoficials d'artilleria de l'Exèrcit espanyol des de llavors.

## Instrucció militar

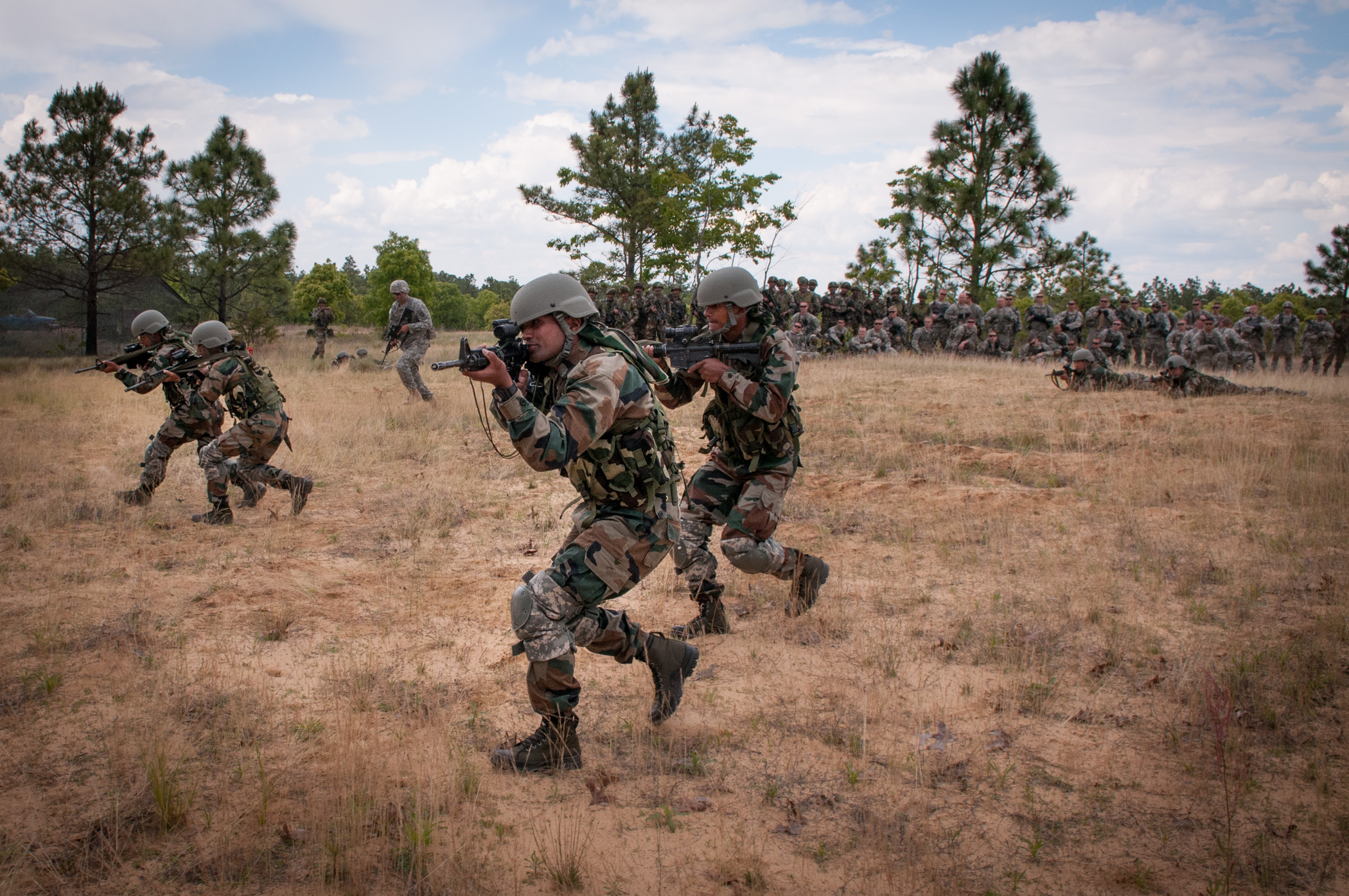
Soldats de l'exèrcit indi col·laborant amb soldats de l'exèrcit estatunidenc.

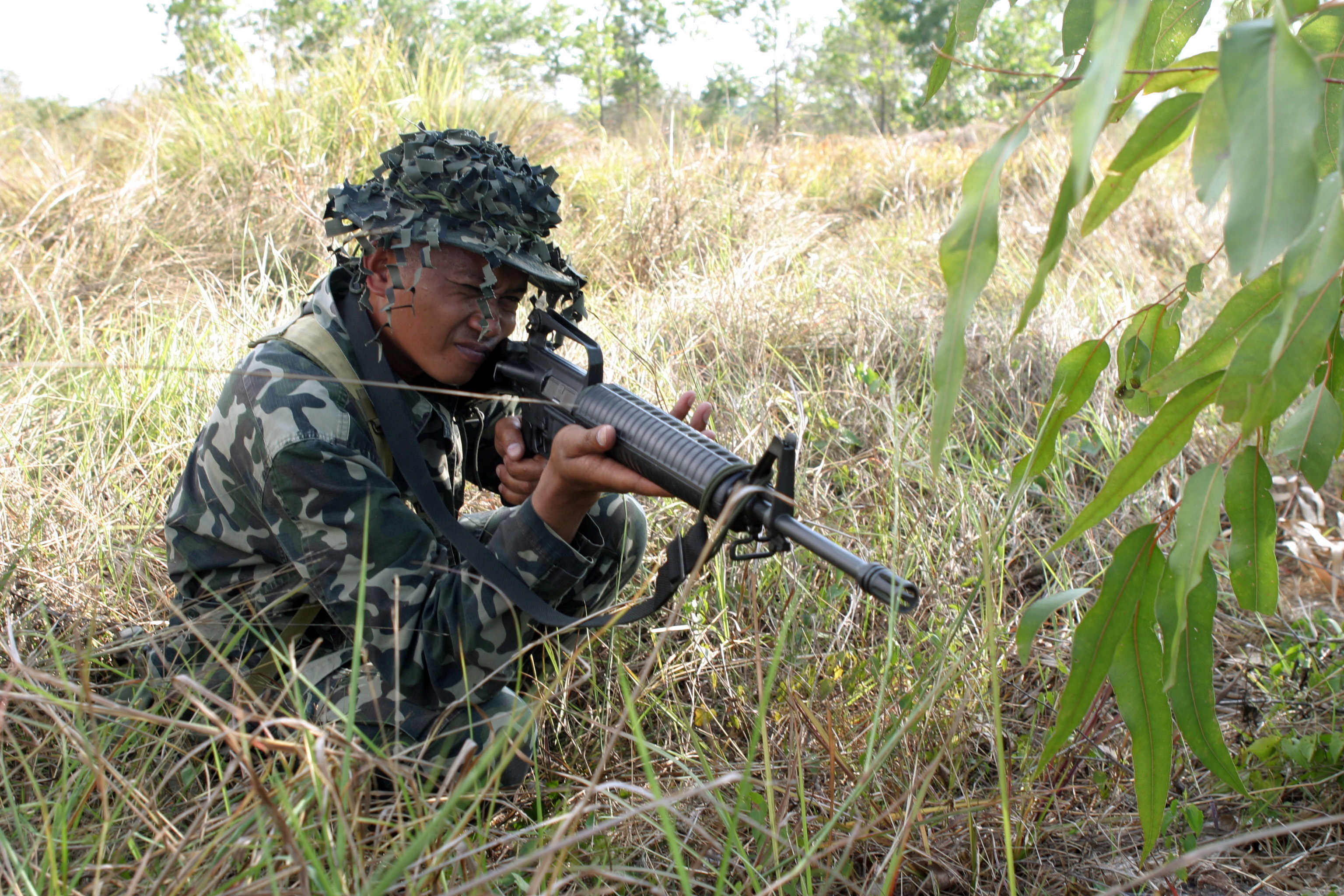
Soldat Filipí en un entrenament militar.

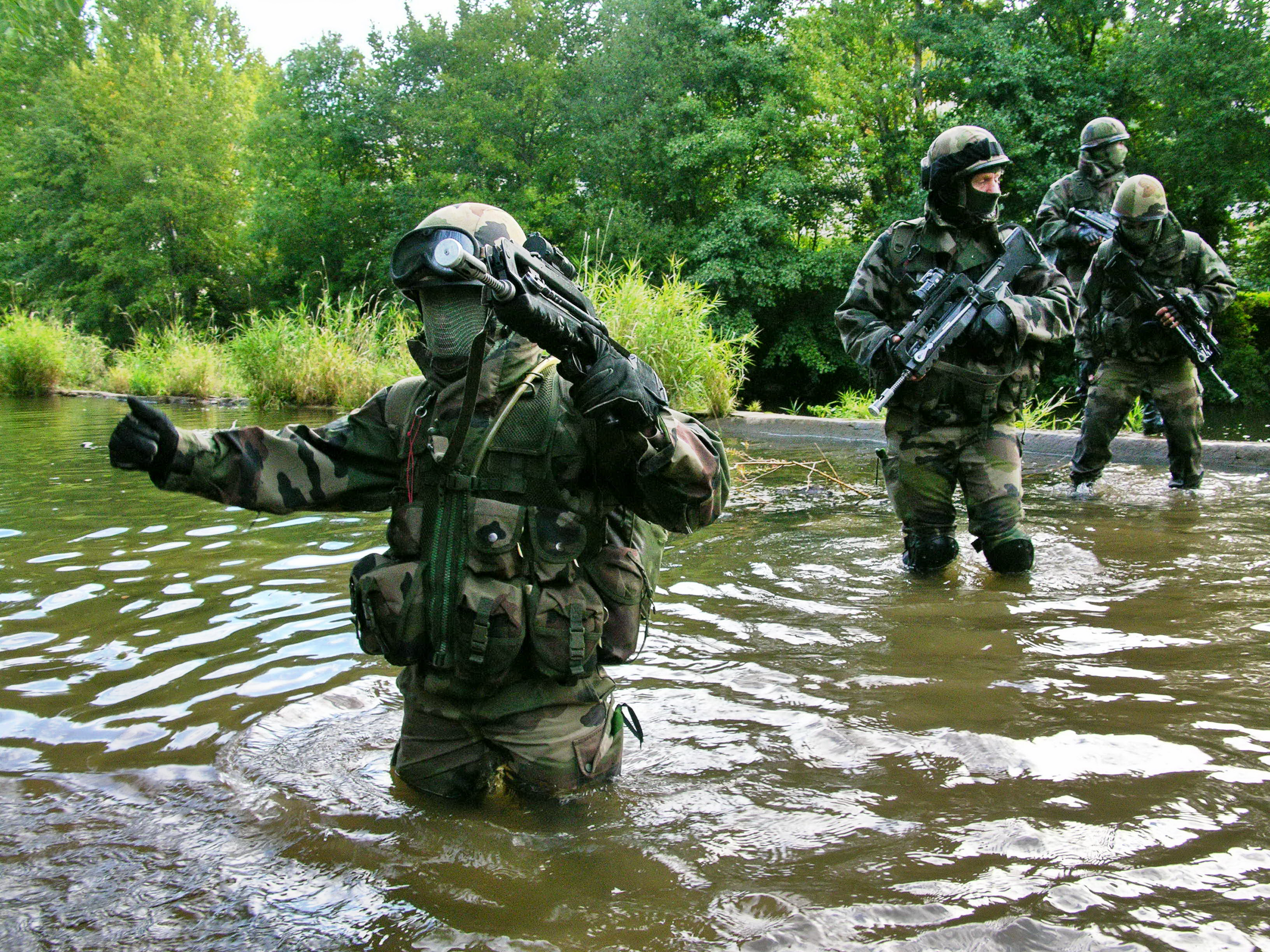
Membres de la Legió Estrangera Francesa en entrenaments.

Les acadèmies militars proporcionen instrucció militar, que pot ser voluntària o obligatòria. La instrucció es fa abans que qualsevol persona rebi autorització per operar l'equip tècnic o en el camp de batalla, per iniciar la instrucció militar s'ha de passar un examen físic. Si es passa, inicia l'entrenament primari.
Al recluta se li ensenya la informació bàsica i entrenament en tècniques necessàries per ser un membre militar eficaç.
Per aconseguir això, els reclutes són preparats físicament, tècnicament i psicològicament. L'encarregat de la instrucció militar té l'obligació de convertir als nous reclutes en militars aptes.
Després de l'entrenament bàsic, molts membres de la primera part bàsica de la instrucció militar se sotmeten a entrenament avançat més d'acord amb les seves especialitats triades o assignades. En formació avançada sovint es eneña, equip i tecnologia militar.
Molts països grans tenen diverses acadèmies militars, un per a cada branca del servei, que ofereix títols universitaris en una varietat de temes, similars a altres col·legis. No obstant això, els graduats de l'Acadèmia surten generalment com a oficials. Els oficials disposen de més possibilitats educatives.

## Acadèmies militars per país

### Alemanya

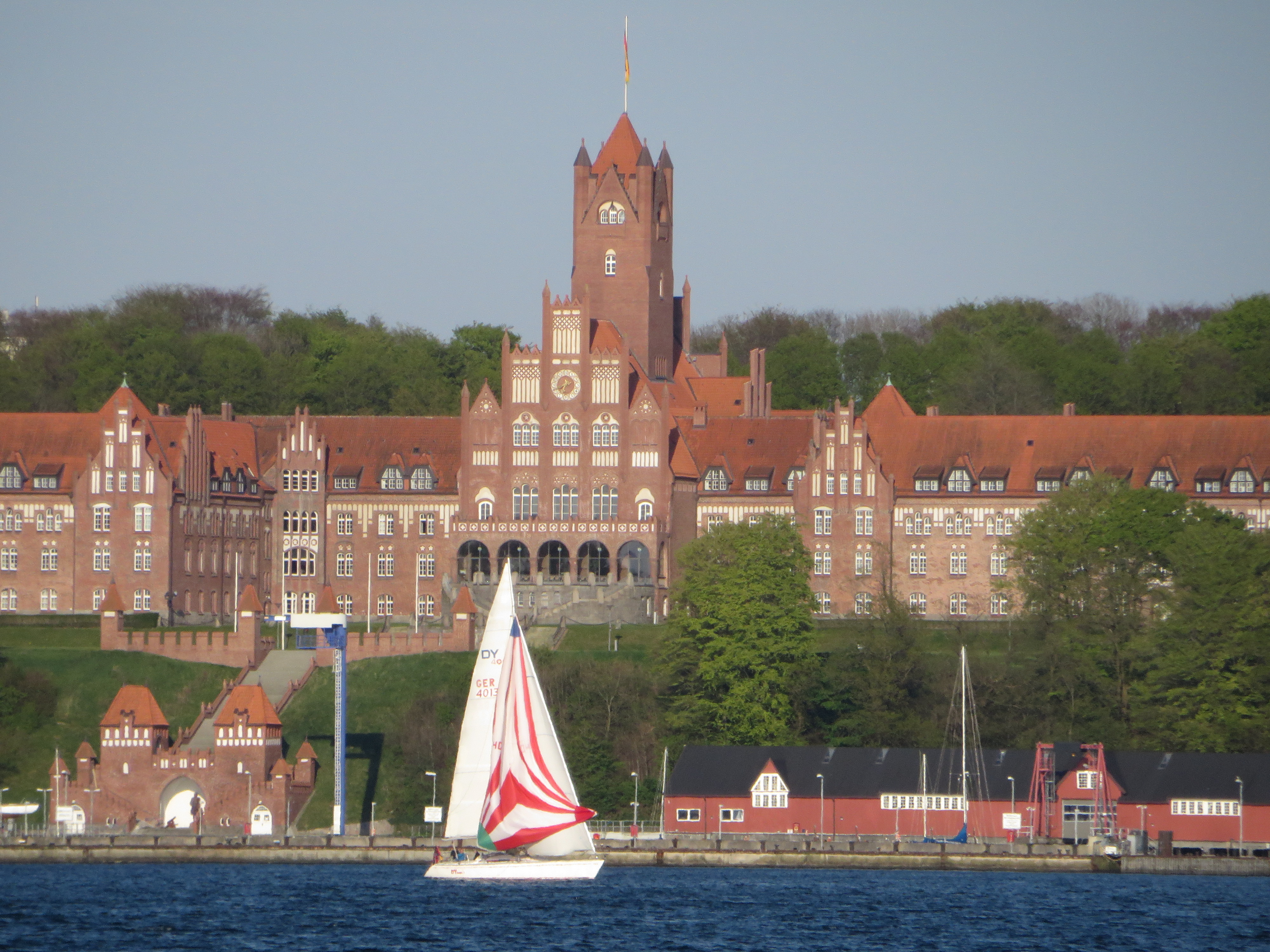
Acadèmia Naval Mürwik, 2014

- Acadèmia Naval Mürwik

### Argentina
- Col·legi Militar de la Nació
- Escola Superior de Guerra Tte. General Luis María Campos
- Adreça d'Educació Operacional i Doctrina del Comando d'Educació i Doctrina Tte. Gral. D. Pablo Riccheri
- Escola Naval Militar
- Escola de Suboficials de l'Exèrcit Sergent Cabral
- Escola d'Aviació Militar
- Liceu Militar General Sant Martín
- Liceu Militar General Mirall
- Liceu Militar General Belgrano
- Liceu Militar General Paz
- Liceu Militar General Roca
- Liceu Militar General Llaureu-vos La Madrid
- Liceu Aeronàutic Militar
- Liceu Naval Militar Almirall Brown
- Liceu Naval Militar Almirall Storni

### Bolívia
- Col·legi Militar de l'Exèrcit “Cnl. Gualberto Villarroel López”
- Col·legi Militar d'Aviació “Tgral. Germán Busch Becerra”
- Escola Naval Militar
- Escola de Comando i Estat Major de l'Exèrcit
- Escola de Comando i Estat Major Aeri
- Escola de Comando i Estat Major de l'Armada
- Escola d'Aplicació d'Armes
- Escola Militar d'Intel·ligència
- Escola d'Idiomes de l'Exèrcit
- Escola Militar de Sergents de l'Exèrcit
- Escola Militar de Topografia de l'Exèrcit
- Escola Militar de Música de l'Exèrcit
- Escola Militar d'Equitació de l'Exèrcit
- Escola de Policia Militar
- Escola de Sergents de l'Armada
- Liceu Militar "Tinent Edmundo Andrade"

### Brasil
- Escola Preparatòria de Cadets de l'Exèrcit (ESPCEX)
- Acadèmia Militar dónes Agulhas Negres (ESTIMEN)
- Escola De Sergent dónes Armes (EsSA)
- Centre de Preparaçõés De Oficiais Dona Reserva (CPOR)
- Institut Militar d'Engenharia (IME)
- Acadèmia dona Força Aèria (AFA)
- Escola Naval (EN)
- Escola Superior de Guerra (ESG)
- Escola de Comando i Estat Maior do Exército (ECEME)
- Escola de Guerra Naval (ESG)

### Colòmbia
- Escola Militar de Cadets General José María Córdova
- Escola Militar de Suboficials Sergent Inocencio Chincá
- Escola Naval de Cadets Almirall Padilla
- Escola de Suboficials d'Infanteria de Marina "Cap Segon SANTIAGO MORALES"
- Escola Naval de Suboficials A.R.C. Barranquilla
- Escola Militar d'Aviació Marco Fidel Suárez
- Escola de Suboficials FAC CT. Andrés María Díaz Díaz
- Escola de Cadets de Policia General Santander
- Escola de Suboficials de la Policia Gonzalo Jimenez de Quezada

### Xile
- Escola Militar del Libertador Bernardo O'Higgins
- Escola Naval Arturo Prat
- Escola d'Aviació del Capità Manuel Ávalos Prado
- Escola de Carabiners de Xile
- Acadèmia Superior d'Estudis Penitenciaris
- Escola de formació Penitenciària
- Escola de Suboficials de l'Exèrcit de Xile
- Escola de Grumets Alejandro Navarrete Cisterna
- Escola d'Especialitats Sergent 1r. Adolfo Menadier Rojas
- Acadèmia Nacional d'Estudis Polítics i Estratègics
- Acadèmia de Guerra de l'Exèrcit de Xile
- Acadèmia de Guerra Naval
- Acadèmia de Guerra Aèria
- Acadèmia Politècnica Militar
- Acadèmia Politècnica Naval
- Acadèmia Politècnica Aeronàutica

### Equador
- Escola Superior Militar Eloy Alfaro
- Escola Superior Militar d'Aviació Cosme Rennella
- Escola Superior Naval Rafael Morán Valverde

### Espanya

Distintiu del professorat militar a Espanya.

- Escola Superior de les Forces Armades
- Acadèmia Central de la Defensa
- Acadèmia General Militar
- Acadèmia d'Artilleria
- Acadèmia d'Infanteria
- Acadèmia de Cavalleria
- Acadèmia d'Enginyers
- Acadèmia de Logística
- Acadèmia General Bàsica de Sotsoficials
- Escola Naval Militar
- Escola de Suboficials de l'Armada
- Acadèmia General de l'Aire
- Acadèmia Bàsica de l'Aire

### El Salvador
- Escola Militar Capità General Gerardo Barris
- Escola de Comando i Estat Major
- Centre d'Educació i Instrucció Naval
- Escola d'Aviació Militar d'El Salvador
- Col·legi Militar Tomas Regalado

### Estats Units

#### Acadèmies del servei federal
- Acadèmia Militar dels Estats Units
- Acadèmia Naval dels Estats Units
- Acadèmia de la Forces Aèries dels Estats Units
- Acadèmia de la Guàrdia de Costa dels Estats Units
- Acadèmia de la Marina Mercant dels Estats Units
- Universitat Mèdica dels Serveis Uniformats

#### Col·legis militars
- Institut Militar de Virgínia
- Cos de Cadets d'Universitat Norwich

### França
- Escola Especial Militar de Saint-Cyr
- Col·legi Naval Militar
- École de l'Air

### Guatemala
- Escola Tècnica Militar d'Aviació de Guatemala
- Escola Politècnica de Guatemala
- Institut Adolfo V. Hall
- Escola de Comunicacions i Transmissions de l'Exèrcit de Guatemala
- Escola Naval de Guatemala
- Escola Militar de Música
- Escola Militar d'Aviació de Guatemala

### Hondures
- Acadèmia Militar d'Hondures General Francisco Morazán (AMHGFM)
- Acadèmia Militar d'Aviació d'Hondures (AMAH)
- Acadèmia Naval d'Hondures (ANH)
- Liceu Militar del Nord (Hondures) (LMN)

### Iran
- Acadèmia Militar de Teheran

### Israel
- Acadèmia Naval d'Israel

### Japó
- Acadèmia Naval Imperial d'Etajima

### Mèxic
- Pentathlón Esportiu Militaritzat Universitari
- Heroic Col·legi Militar
- Heroica Escola Naval Militar
- Col·legi d'Aire
- Escola d'Intendència Naval
- Escola d'Electrònica Naval
- Escola de Maquinària Naval
- Escola Militar d'Enginyers
- Escola d'Enginyers de Marina
- Escola Medico Naval
- Escola Medico Militar
- Escola Militar Graduats de Sanitat
- Escola Militar d'Oficials de Sanitat
- Escola Militar d'Odontologia
- Escola Militar d'Infermeres
- Escola d'Infermeria Naval
- Escola Militar de Materials de Guerra
- Escola Militar de Tropes Especialistes de la Força Aèria
- Escola Militar d'Especialistes de la Força Aèria
- Escola Militar de Manteniment i Proveïment de la Força Aèria
- Escola Militar d'Aviació
- Escola Militar de Transmissions
- Escola Militar de Classes de Transmissions

### Perú
- Escola Militar de Chorrillos
- Escola Naval del Perú
- Escola d'Oficials de la Força Aèria del Perú
- Escola Tecnica de l'Exèrcit
- Centre de la Instrucció Tècnica i Entrenament Naval
- Institut d'Educació Superior Tecnològic Aeronàutic “Suboficial Maestro de Segona FAP Manuel Polo Jiménez”
- Col·legi Militar Leoncio Prado
- Escola Tècnica Superior PNP Cusco

### Portugal
- Acadèmia Militar
- Escola Naval
- Acadèmia da Força Aèria

### Tailàndia
- Reial Acadèmia Militar de Chulachomklao
- Reial Acadèmia Naval del Tailàndia

### Veneçuela
- Acadèmia Militar de Veneçuela
- Acadèmia Militar de l'Armada Bolivariana
- Acadèmia Militar de l'Aviació Bolivariana
- Acadèmia Militar de la Guàrdia Nacional Bolivariana
- Acadèmia Militar de Medicina
- Acadèmia Militar d'Oficials de Tropa
- Acadèmia Tècnica Militar
- Escola de Grumets
- Escola de Tropes Professionals de l'Exèrcit
- Escola d'Infanteria de l'Exèrcit
- Escola d'Operacions Especials de l'Exèrcit
- Escola d'Equitació de l'Exèrcit
- Escola de Tropes Professionals de l'Aeronàutica
- Escola de Formació de les Guàrdies Nacionals
- Liceu Militar “Gran Mariscal de Ayacucho Antonio José de Sucre”
- Liceu Naval “Gral. Div. José Antonio Anzoátegui”
- Unitat Educativa Militar "Libertador"